# Вхембе
Вхембе (афр. Vhembe) — район провінції Лімпопо Південно-Африканської Республіки. Має адміністративний код DC34. Адміністративний центр — місто Тхохояндоу. Більшість населення розмовляє мовою венда.

## Назва
Назва району походить від назви річки Лімпопо у народів тсонга і венда.

## Історія
Спочатку цю територію заселяли нині не існуючі койсанські народи. Пізніше тут оселилися венда, що мігрували сюди з території нинішньої Зімбабве. Імперія венда панувала в регіоні аж до XVIII століття, одним з найвідоміших її лідерів був вождь Тхохояндоу.
На початку XVIII століття сюди стали поступово переселятися бури, які до кінця XVIII століття повністю захопили ці землі.
У роки режиму апартеїду тут був утворений бантустан Венда, в 1973 році оголошений незалежною державою. Після падіння системи апартеїду в 1994 році бантустан був реінтегрований до складу ПАР, а його столиця Тхохояндоу стала адміністративним центром району Вхембе.

## Географія

### Розташування
Район розташований на північному сході провінції. Межує:
- із Зімбабве на півночі
- з районом Мопані (DC33) провінції Лімпопо на півдні
- з районом Капрікорн (DC35) провінції Лімпопо на південному заході
- з районом Ватерберг (DC36) провінції Лімпопо на заході.

## Адміністративний поділ
Район поділяється на чотири місцевих муніципалітети:
| Місцевий муніципалітет | Населення | %     | Домінантні мови |
| ---------------------- | --------- | ----- | --------------- |
| Тхуламела              | 300 000   | 48,72 | венда і тсонга  |
| Макхадо                | 280 000   | 41,43 | венда і тсонга  |
| Маламулеле             | 220 000   | 6,58  | венда і тсонга  |
| Мусіна                 | 39 308    | 3,28  | венда           |

## Демографія
За даними 2011 року у районі проживало 1 294 722 особи.

### Статевий склад
| Стать    | Чисельність | %    |
| -------- | ----------- | ---- |
| Жінки    | 704 559     | 54,4 |
| Чоловіки | 590 509     | 45,6 |

### Мовний склад
| Мова             | Чисельність носіїв | %    |
| ---------------- | ------------------ | ---- |
| Венда            | 861 910            | 67,3 |
| Тсонга           | 318 973            | 24,9 |
| Північна сото    | 19 935             | 1,6  |
| Африкаанс        | 16 317             | 1,3  |
| Сесото           | 12 369             | 1,0  |
| Інші             | 27 038             | 2,1  |
| Англійська       | 12 994             | 1,0  |
| Південна ндебеле | 4193               | 0,3  |
| Сваті            | 2412               | 0,2  |
| Зулу             | 1864               | 0,1  |
| Жестова мова     | 1205               | 0,1  |
| Сетсвана         | 1179               | 0,1  |
| Коса             | 660                | 0,1  |